# ベネフィット
| ウィキペディアには「ベネフィット」という見出しの百科事典記事はありません（タイトルに「ベネフィット」を含むページの一覧/「ベネフィット」で始まるページの一覧）。 代わりにウィクショナリーのページ「benefit」が役に立つかもしれません。 |